# دي كيه إن واي
دكني (بالإنجليزية: DKNY)‏، هي دار أزياء للرجال والنساء مقرها مدينة نيويورك، تأسست في عام 1984 من قبل دونا كاران. وتتخصص الشركة في مجموعة واسعة من منتجات الأزياء، بما في ذلك الملابس والأحذية والإكسسوارات.

## وصلات خارجية
- الموقع الرسمي لدكني
- الموقع الرسمي لدونا كاران
- ساعات دكني